# Tenis stołowy na Letnich Igrzyskach Olimpijskich 1996

## Mężczyźni

### singel
| Lp. | Państwo | Zawodnik     |
| --- | ------- | ------------ |
| 1   | Chiny   | Liu Guoliang |
| 2   | Chiny   | Tao Wang     |
| 3   | Niemcy  | Jörg Roßkopf |

### debel
| Lp. | Państwo          | Zawodnicy                  |
| --- | ---------------- | -------------------------- |
| 1   | Chiny            | Kong Linghui Liu Guoliang  |
| 2   | Chiny            | Lu Lin Tao Wang            |
| 3   | Korea Południowa | Lee Chul-seung Yoo Nam-kyu |

## Kobiety

### singel
| Lp. | Państwo         | Zawodniczka |
| --- | --------------- | ----------- |
| 1   | Chiny           | Deng Yaping |
| 2   | Chińskie Tajpej | Chen Jing   |
| 3   | Chiny           | Qiao Hong   |

### debel
| Lp. | Państwo          | Zawodniczki              |
| --- | ---------------- | ------------------------ |
| 1   | Chiny            | Deng Yaping Qiao Hong    |
| 2   | Chiny            | Wei Liu Qiao Yunping     |
| 3   | Korea Południowa | Park Hae-jung Ryu Ji-hye |